# Dornac
Paul François Arnold Cardon, známý jako Dornac či Paul Marsan nebo Pol Marsan (6. ledna 1858, Paříž, Francie – 10. ledna 1941, tamtéž) byl francouzský fotograf.

## Životopis
Paul François Arnold Cardon se narodil v Paříži. Pracoval zde od 80. let 19. století a specializoval se na portréty osobností. Fotografoval je buď doma, nebo v práci. Je autorem řady fotografických portrétů z let 1887 až 1917 s názvem Nos contemporains chez eux.
Mnoho Dornacových portrétů bylo vydáno buď přímo, nebo přenesené z dřevorytu v časopise Le Monde illustré v letech 1890 až 1900.
Z osobností 19. a 20. století fotografoval například: Sarah Bernhardt, Paul Claudel, Georges Clemenceau, Gustave Eiffel, Alain-Fournier, Charles Gounod, Francis Jammes, Jules Janssen, Gabriel Lippmann, Pierre Loti, Stéphane Mallarmé, Auguste Rodin, Théo van Rysselberghe, Séverine, Paul Verlaine…
Dornac zemřel ve 14. pařížském obvodu 10. ledna 1941 ve věku 83 let a je pohřben na hřbitově Père Lachaise (74. divize).

## Galerie

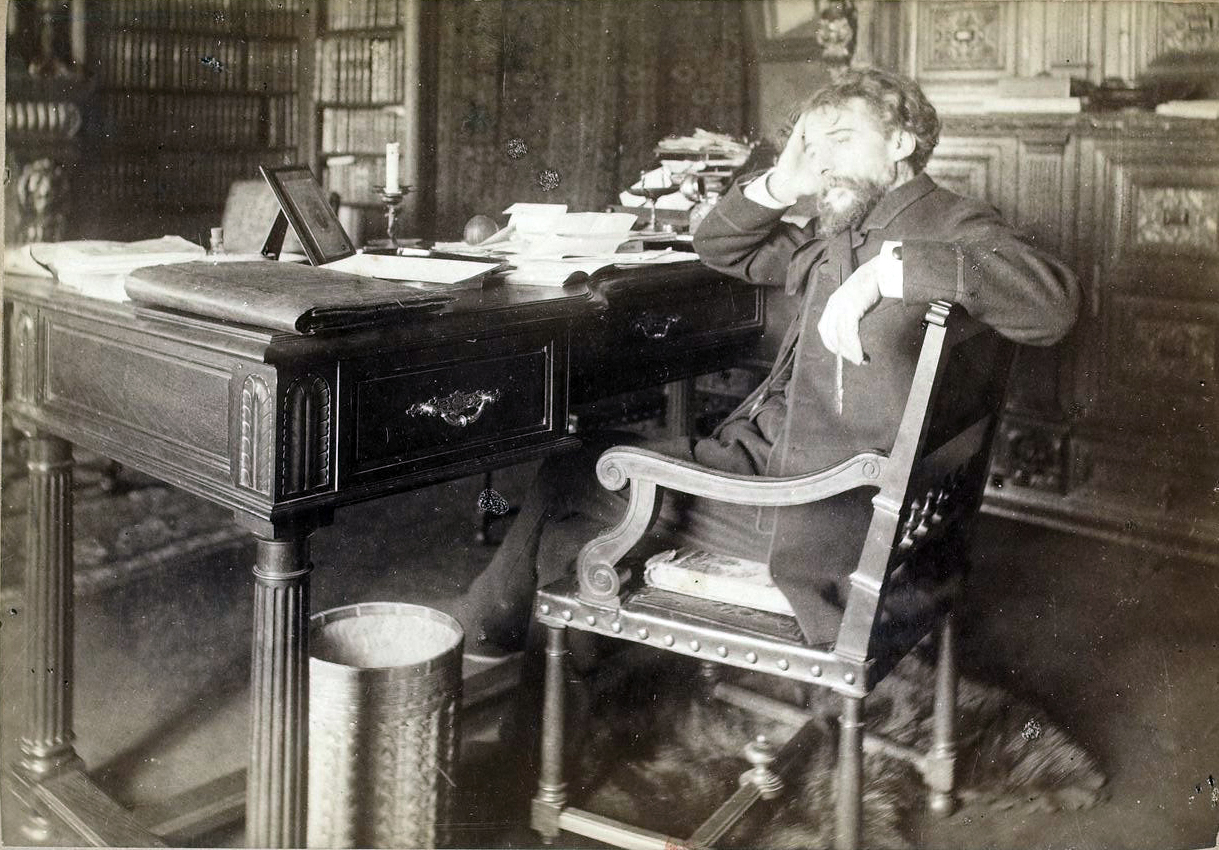
Alphonse Daudet
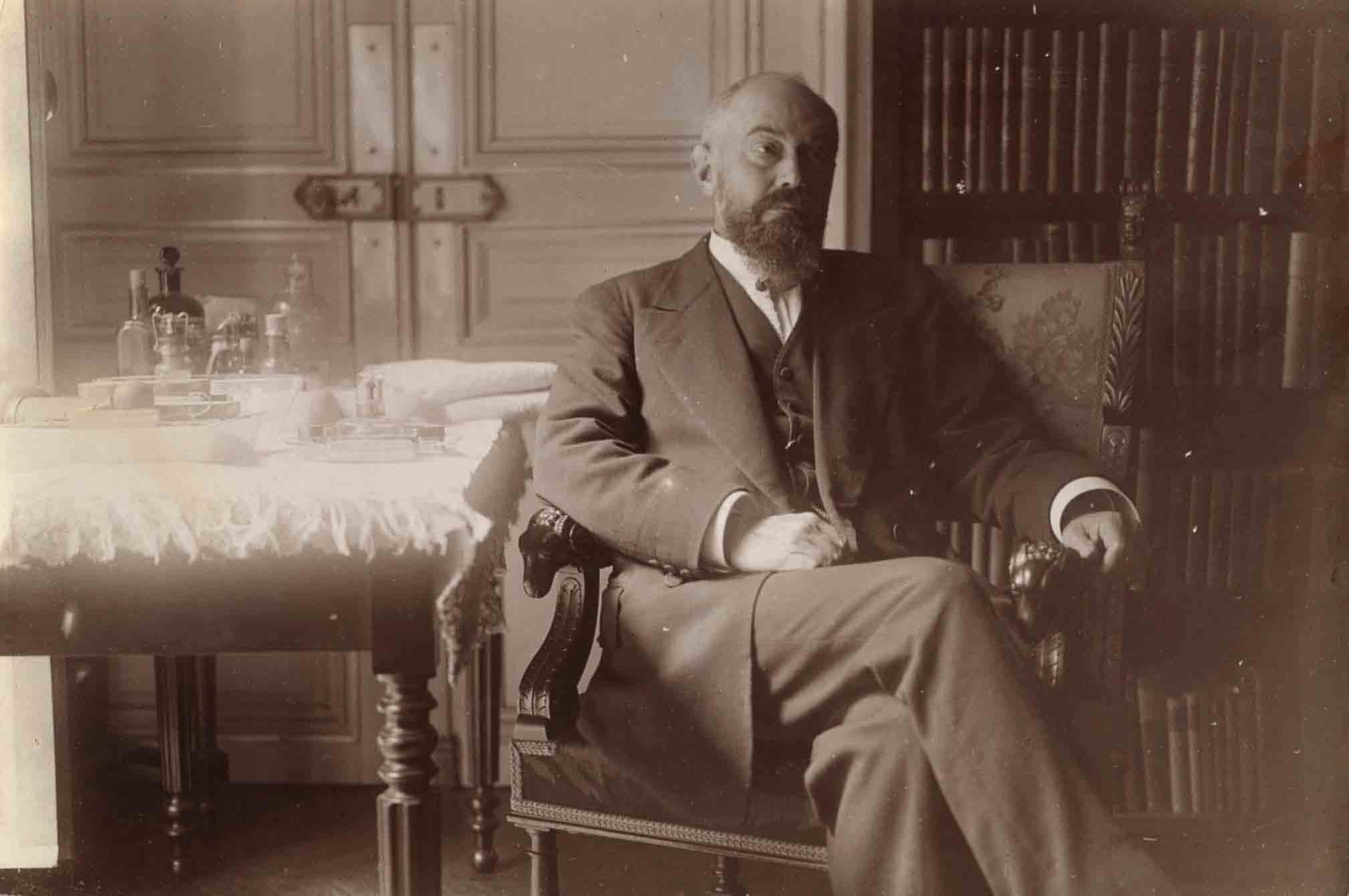
Pierre Janet
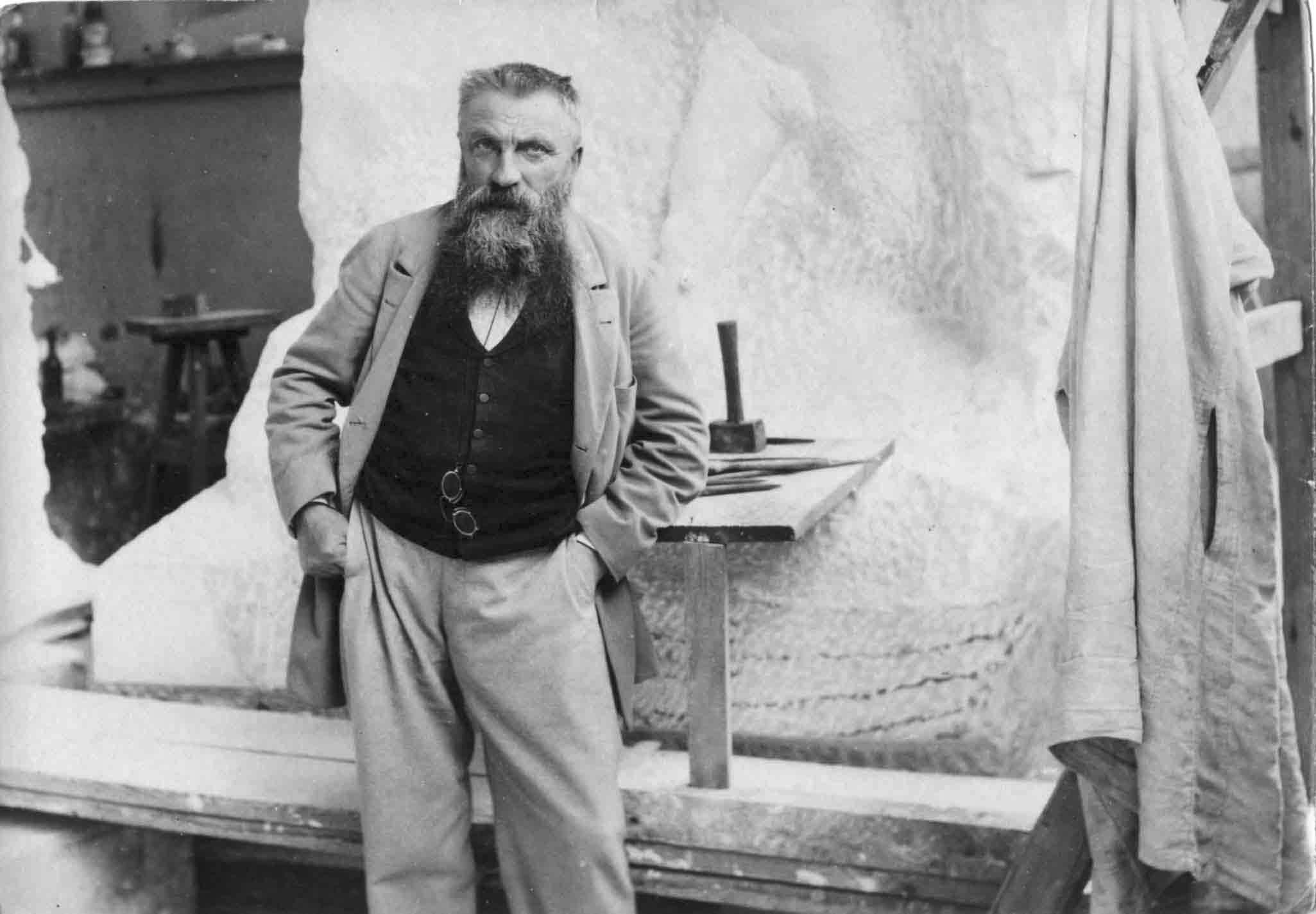
Auguste Rodin
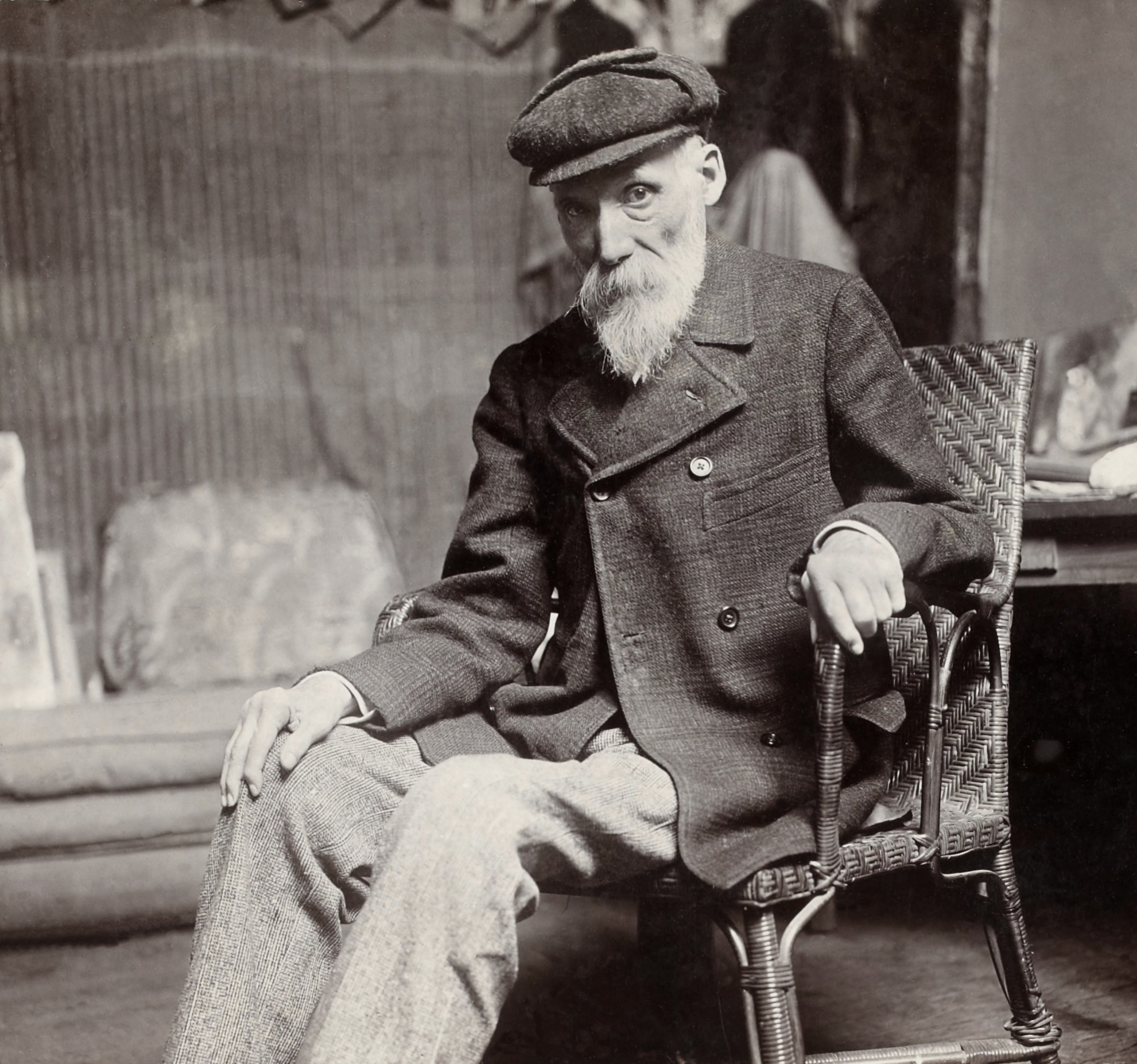
Auguste Renoir
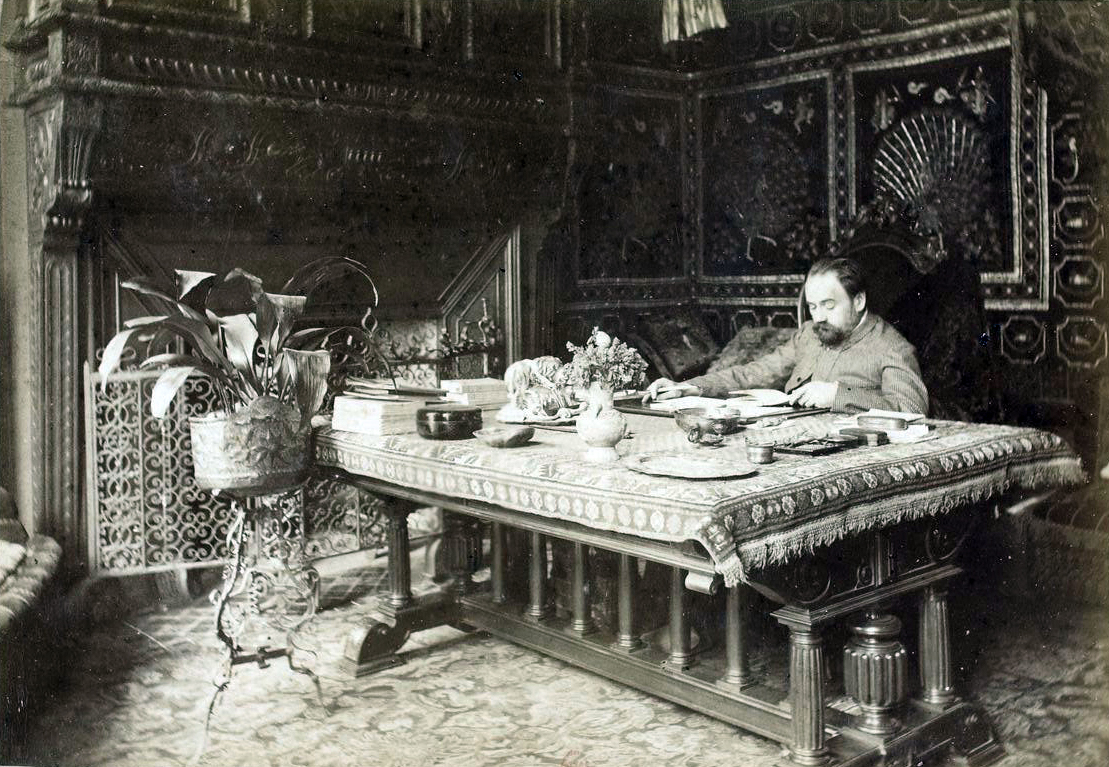
Émile Zola
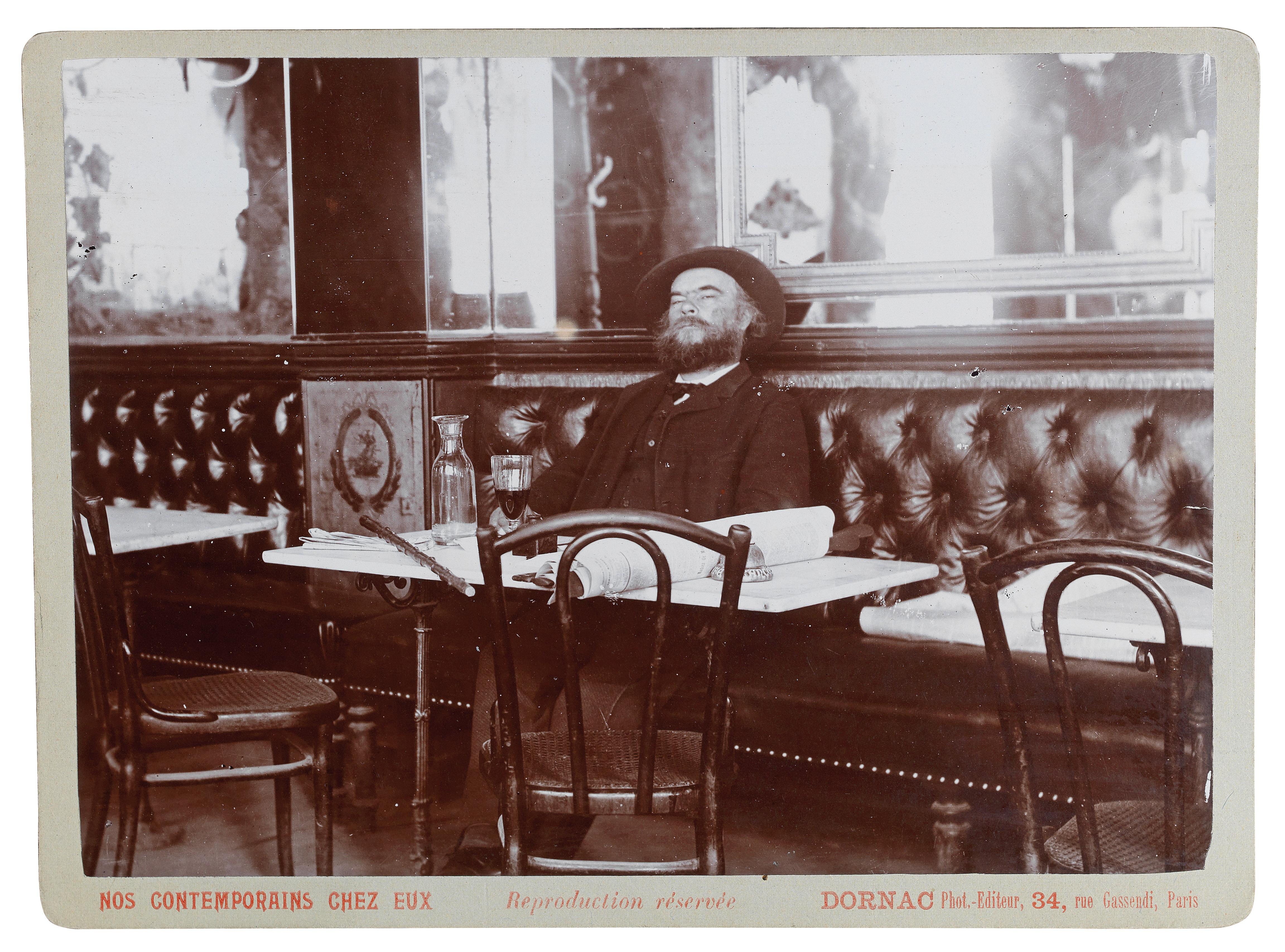
Paul Verlaine, 1892